# Käthe Freiligrath-Kroeker
Katharine (Käthe) Freiligrath-Kroeker auch Kate Freiligrath Kroeker (* 11. September 1845 in Meienberg ob Rapperswil am Zürichsee in Rapperswil; † 12. April 1904 in Forest Hill in London) war eine deutsche Übersetzerin und Dichterin.

## Leben

### Familie
Käthe Freiligrath-Kroeker (geb. Freiligrath) war die älteste Tochter des Schriftstellers Ferdinand Freiligrath und dessen Ehefrau Ida Melos (1817–1899), die Tochter des Gymnasialprofessors und Buchautors Johann Gottfried Melos in Großmonra: sie hatte noch vier Geschwister.
Ihre Familie zog einige Jahre nach ihrer Geburt nach London, 1848 nach Düsseldorf und 1851 erneut nach London. Als 1868 ihre Eltern nach Deutschland zurückkehrten, beschloss Käthhe Freiligrath-Kroeker in London zu bleiben.
Sie war seit 1867 mit dem deutschen Kaufmann Eduard Kroeker verheiratet.
Käthe Freiligrath-Kroeker wurde in Lewisham in London beigesetzt.

### Schriftstellerisches Wirken

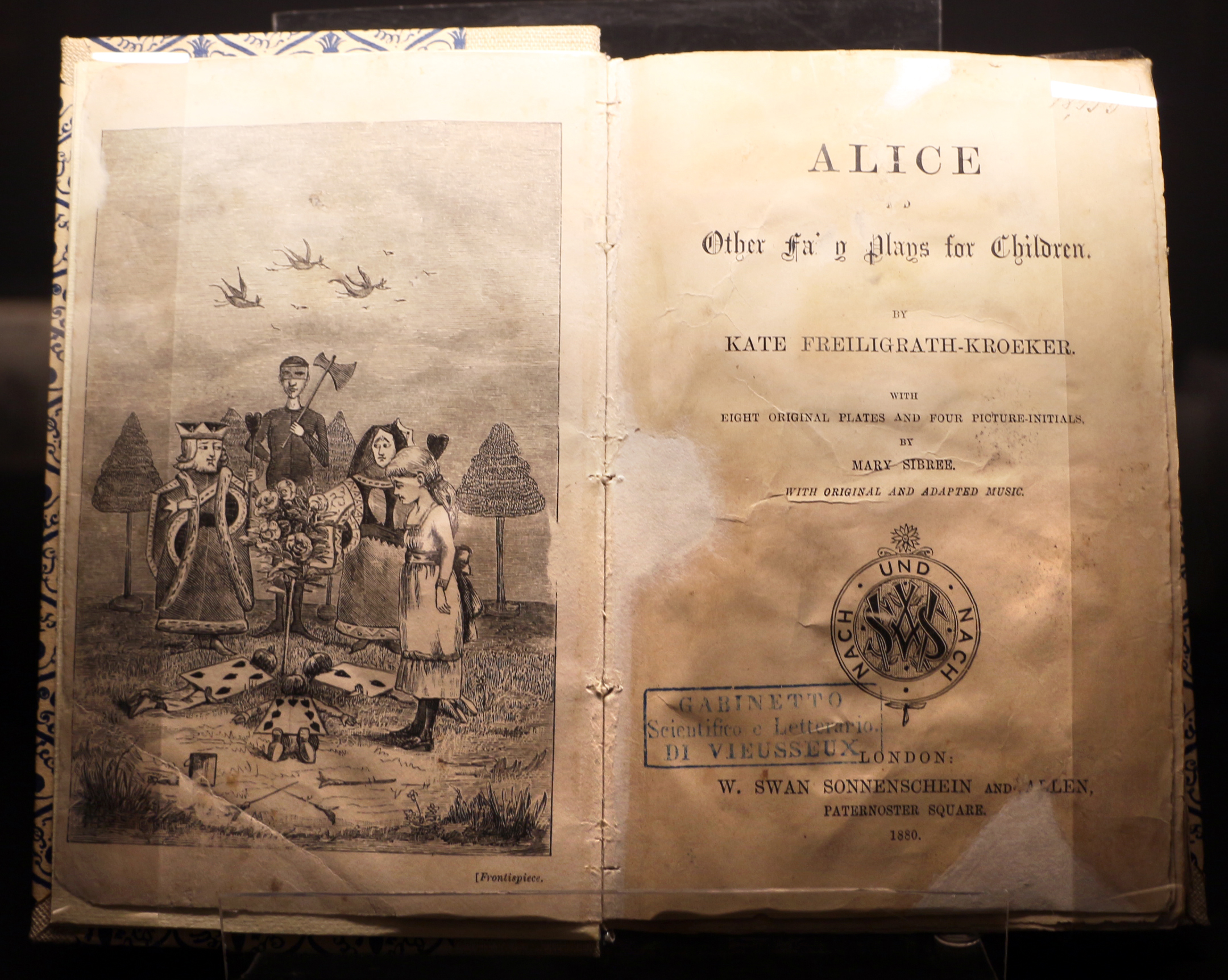
Alice, and other Fairy Plays

In ihrem schriftstellerischen Wirken war Käthe Freiligrath-Kroeker immer auf eine Vermittlung zwischen England und Deutschland bedacht. 1869 gab sie mit Poems; from the German of Ferdinand Freiligrath. Edited by his Daugther, an der sie seit 1867 arbeitete, eine Übersetzung der Dichtungen ihres Vaters heraus.
1879 veröffentlichte sie mit Alice, and other Fairy Plays ihre dramatische Märchen-Bearbeitung, in der sie verschiedene Stücke publizierte, die zur Aufführung durch Kinder bestimmt waren. Kurz darauf übersetzte sie mit Am Fenster die Reime von Kate Greenaway und 1885 übersetzte sie mit einer Märchen-Auswahl die Werke von Clemens Brentano mit Fairy tales from Brentano in das Englische sowie 1887 eine englische Gesamtausgabe der Gedichte von Heinrich Heine.
Sie übersetzte 1894 mit A Century of German Lyrics die Werke verschiedener deutscher Künstler, unter anderem von Johann Wolfgang von Goethe, ihrem Vater, aber auch die plattdeutschen Gedichte von Klaus Groth in das Englische.
1891 übersetzte sie Werke von Gottfried Keller, mit dem sie im Briefverkehr stand und der mit ihrem Vater bekannt war.
Aus dem Englischen übersetzte sie unter anderem Werke von George Meredith und John Keats.

## Schriften (Auswahl)
- Ferdinand Freiligrath, Kate Freiligrath-Kroeker: Poems; from the German of Ferdinand Freiligrath. Edited by his Daugther. 1869 (Digitalisat).
- Gottfried Kinkel und Ferdinand Freiligrath. In: Nord und Süd. Berlin, 1877. S. 400–401 (Digitalisat).
- Kate Greenaway; Käthe Freiligrath-Kroeker: Am Fenster. München, 1880 (Digitalisat).
- Alice, and other Fairy Plays. 1881 (Digitalisat).
- Clemens Brentano; Käthe Freiligrath-Kroeker: Fairy tales from Brentano. London, 1885 (Digitalisat).
- Heinrich Heine; Käthe Freiligrath-Kroeker: Poems Selected from Heinrich Heine. London, 1887 (Digitalisat).
- Clemens Brentano; Käthe Freiligrath-Kroeker: New Fairy Tales from Brentano. London, 1888 (Digitalisat).
- Gottfried Keller; Käthe Freiligrath-Kroeker: Gottfried Keller – A Selection of His Tales. London, 1891 (Digitalisat).
- A Century of German Lyrics. London, 1894 (Digitalisat).
- George Meredith. In: Das Litterarische Echo vom 15. September 1899. S. Sp. 1523–1528 (Digitalisat).